# Perfect Copy: Die zweite Schöpfung
Perfect Copy: Die zweite Schöpfung  ist ein Jugendroman von Andreas Eschbach. Der Roman erschien im Jahre 2002 bei Arena. Er nimmt sich der Frage des Klonens von Menschen und der damit verbundenen Folgen für Betroffene und Angehörige an.

## Inhalt
Die Geschichte wird aus der Sicht des Jugendlichen Wolfgang Wedeberg erzählt, der in einer Kleinstadt im Schwarzwald lebt, dort das Gymnasium besucht und seit früher Kindheit täglich Cello spielt. Sein Vater, Chefarzt an einer Krebsklinik im Schwarzwald, hält ihn für ein Ausnahmetalent, das unter allen Umständen gefördert werden muss. Die Mutter ist eine ehemalige Sängerin, die sich nun als Hobby-Malerin betätigt.
Wolfgang ist jedoch von seinem Talent nicht in diesem Maße überzeugt, sondern empfindet die Erwartungen an ihn eher als Belastung, die ihn verunsichert und sein Leben fremdbestimmt. Sein Mathematiklehrer hält ihn zudem für ein Mathe-Talent und fordert ihn auf, an einem Mathematik-Wettbewerb teilzunehmen. Infolgedessen wächst der Druck, er lernt bei dieser Gelegenheit aber Svenja aus der Parallelklasse kennen. Diese ist ebenfalls Teilnehmerin des Wettbewerbs.
Die Recherchen eines Journalisten in einer Boulevardzeitung, die auf Wolfgang als den ersten geklonten Menschen hindeuten, führen zu Aufregungen. Wolfgangs Vater hatte vor dessen Geburt Kontakt mit einem Arzt auf Kuba, der vorgab, die Klonung eines Menschen vollbracht zu haben. Seitdem lief die Suche nach diesem Klon. Die Veröffentlichung führt zu unterschiedlichen Reaktionen in der Schule und einer Beurlaubung Wolfgangs von der Schule, um ihn aus der Schusslinie der Öffentlichkeit zu nehmen.
In dieser Zeit entdeckt Wolfgang ein Foto, das ihn mit einem ihm unbekannten älteren Herrn zeigt und zu weiteren Fragen führt. Der in der Zeitung geäußerte Verdacht wird jedoch kurz danach hinfällig, da DNA-Analysen keine völlige genetische Identität von Vater und Sohn zeigen.
Wolfgang entwickelt mit Svenja die Idee, sein Talent von einem Cello-Experten überprüfen zu lassen. Svenja arrangiert einen Termin bei einem entsprechenden Professor in Berlin. Wolfgangs Vater will nichts von der Beziehung zu Svenja wissen, auch kann er keine Selbstzweifel akzeptieren und setzt Wolfgang unter verschärften Übungszwang und Hausarrest. Mit Hilfe eines Freundes wird eine Entführung fingiert, die es Wolfgang und Svenja ermöglicht, nach Berlin zu reisen, wo sie von dem Professor empfangen werden.
Wolfgang erkennt in dem Cello-Professor den Herrn auf dem rätselhaften Foto, aber der Junge darauf ist nicht Wolfgang, sondern dessen verunglückter Bruder Johannes, dem er sehr ähnlich sieht. Er ist somit der Klon seines verstorbenen Bruders und nicht seines Vaters.

## Ausgaben
- Arena Taschenbuch 2002, 245 Seiten, ISBN 978-3-401-02384-7 (außerdem Übersetzungen ins Japanische, Tschechische, Französische und Russische)